# Magnus Höij
Magnus Höij, född 16 augusti 1965, är en svensk tidigare svensk IT-journalist och chefredaktör. Höij var mellan 2014 och 2022 förbundsdirektör för Innovationsföretagen inom Almega och Svenskt Näringsliv.

## Karriär
Höij har studerat vid Linköpings tekniska högskola.
Han var tidigare redaktör på tidningen Computer Sweden och var chefredaktör för tidningen Internetworld mellan åren 2006 och 2014.
Magnus Höij har skrivit ett flertal böcker inom IT och affärer, både som redaktör på Datamedia och i eget namn, bland annat Marknadsföring@Internet.
Höij har också utvecklat Internet-konferensen Webbdagarna, som har genomförs på fem orter i Sverige: Stockholm, Göteborg, Malmö, Luleå och Växjö. Han är en flitigt anlitad föredragshållare och moderator inom områden som rör IT, teknik, politik och samhälle och har suttit i juryn för tävlingen Årets Dagstidning Digitala Medier.
Den 1 oktober 2014 lämnade Höij journalistiken för att bli vd för Svenska Teknik&Designföretagen. Där bidrog han bland annat till organisationen bytte namn till Innovationsföretagen år 2019. Höij blev då även förbundsdirektör. Mellan 2020 och 2022 var han styrelseledamot i European Federation of Engineering Consultancy Associations.
Höij lämnade Innovationsföretagen sommaren 2022. Den 1 mars 2023 började Höij på PR-byrån Reform Society som seniorkonsult.

## Familj
Magnus Höij är gift med den kristdemokratiska politikern Helena Höij och har tre barn. Han bor i Bromma i Stockholm.